# Тан Модерн
Тан Модерн (фр. Les Temps Modernes) — французький літературно-політичний журнал, заснований у жовтні 1945 року Жаном-Полем Сартром. Зараз журнал виходить щомісяця у видавництві Ґаллімар. Першим головним редактором був сам Жан-Поль Сартр, до першої редколегії входили такі відомі постаті, як Сімона де Бовуар, Моріс Мерло-Понті, Раймон Арон, Жан Полан. Зараз головний редактор журналу — Клод Ланзман. Політично журнал зберігає ліве спрямування.
ISSN-0040-3075